# 李従茂 (政治家)
李 従茂（李 宗茂、リ・ジョンム、朝鮮語: 리종무、1949年2月16日 - ）は、朝鮮民主主義人民共和国の政治家である。朝鮮労働党中央委員会委員候補、最高人民会議代議員。朝鮮民主主義人民共和国オリンピック委員会委員長、朝鮮民主主義人民共和国サッカー協会会長、体育相などを歴任。朝鮮人民軍における軍事称号（階級）は中将。

## 来歴
1997年、朝鮮人民軍少将となる。 1998年、最高人民会議選挙（第10期）で代議員に選出、以後4期を務め、2019年現在は5期目在任中である。
2011年より、朝鮮民主主義人民共和国サッカー協会の会長を務める。2012年には体育相（2014年解任）・国家体育指導委員会委員に就任し、北朝鮮のスポーツ政策の指揮を担当。 2013年には、朝鮮民主主義人民共和国オリンピック委員会の委員長になった。
この間の2012年には人民軍中将に昇進。2016年5月6日に開催された朝鮮労働党第7次大会で朝鮮労働党中央委員会委員候補に選出された。2017年にオリンピック委員会委員長を解任された。

## 注脚
1. 1 2  北朝鮮オリンピック委員会、新委員長を選出 デイリーNK 2017年1月24日
2. 1 2 3 4 5 6 7 8 9  “리종무(미상)” (韓国語). 북한정보포털.   韓国統一部. 2016年8月4日閲覧。
3. ↑  "^ "張成沢の粛清による北朝鮮体育見通しは？《首爾體育》 2013 12 12（2014年3月24日時点のアーカイブ）